# Luigi Monti (attore)
Luigi Monti (Napoli, 1836 – Milano, 1904) è stato un attore teatrale italiano.
Recitò nella compagnia di Alamanno Morelli dal 1861 e in seguito fu nella compagnia di Fanny Sadowski, di cui divenne direttore. Fu inoltre direttore dell'Accademia filodrammatica milanese.